# Xita Rubert
Xita Rubert Castro (Barcelona, 1996) es una escritora española. 

## Trayectoria
Hija de la poeta Luisa Castro y del filósofo Xavier Rubert de Ventós, nació en Barcelonay se crio en Galicia.
Es investigadora doctoral de Literatura Comparada en la Universidad de Princeton, donde también imparte clases.
Su primera novela, Mis días con los Kopp (Anagrama, 2022), fue finalista del Prix du Premier Roman de Chambéry y fue traducida al portugués y al alemán.
Ha recibido galardones como el Ánxel Casal 2010, en la modalidad de teatro, o el finalista del Premio Ana María Matute de Relato. Escribe una columna en La Vanguardia titulada 'Nadar de espalda', y sus cuentos han aparecido en medios como El País o El Cultural.
En 2024 ganó ex aequo el Premio Herralde junto a la escritora chilena Cynthia Rimsky.

## Obra
- Mis días con los Kopp (Anagrama, 2022)
- Los hechos de Key Biscayne (Anagrama, 2024)

## Premios y reconocimientos
- Premio Literario Anxel Casal (2010)
- Premio Ana María Matute de Relato (finalista)
- Premio Herralde de Novela (2024), ex aequo con Cynthia Rimsky